# 9403 Sanduleak
A 9403 Sanduleak (ideiglenes jelöléssel 1994 UJ11) a Naprendszer kisbolygóövében található aszteroida. A Spacewatch program keretében fedezték fel fel 1994. október 31-én.